# رالف وليامز (لاعب كرة قدم أمريكية)
رالف وليامز (بالإنجليزية: Ralph Williams)‏ هو لاعب كرة قدم أمريكية أمريكي، ولد في 27 مارس 1958 في مونرو في الولايات المتحدة.

## وصلات خارجية
- رالف وليامز على موقع مرجع كرة القدم المحترفة.كوم (الإنجليزية)
- رالف وليامز على موقع JustSportsStats.com (الإنجليزية)